# Festiwal Piosenki Włoskiej w San Remo 2020
70. Festiwal Piosenki Włoskiej w San Remo (wł. 70° Festival della Canzone Italiana di Sanremo) odbył się w Teatro Ariston w San Remo w dniach od 4 do 8 lutego 2020. Zorganizował go włoski nadawca publiczny Rai.
Zwycięzcą kategorii Campioni został Diodato z piosenką „Fai rumore". Artysta miał reprezentować Włochy w 65. Konkursie Piosenki Eurowizji (2020), jednak został on odwołany z powodu pandemii COVID-19. Zwycięzcą kategorii Nuove proposte został Leo Gassmann z utworem „Vai bene così”.

## Przebieg konkursu

### Prowadzący
Festiwal był prowadzony przez Amadeusa, który był również dyrektorem artystycznym; podczas wieczorów konkursowych dołączył do niego Fiorello (z wyjątkiem trzeciego wieczoru) i dziewięciu współprowadzących: Rula Jebreal i Diletta Leotta pierwszego wieczoru, Laura Chimenti, Emma D’Aquino i Sabrina Salerno drugiego wieczoru, Georgina Rodríguez i Alketa Vejsiu trzeciego wieczoru, Antonella Clericii i Francesca Sofia Novello czwartego wieczoru, a w finałowym wieczorze: Diletta Leotta, Francesca Sofia Novello i Sabrina Salerno. Tiziano Ferro był stałym gościem imprezy, proponując co wieczór niektóre z najsłynniejszych utworów ze swojego repertuaru wraz z innymi, które zapisały się w historii San Remo.

## Klasyfikacja generalna

### KategoriaCampioni
| Lp.    | Wykonawca                 | Piosenka                     | Autorzy                                                                                               | Dyrygent orkiestry                      | Nagrody |
| ------ | ------------------------- | ---------------------------- | --- | --------------------------------------- | --- |
| 1      | Diodato                   | Fai rumore                   | Diodato, Edwyn Roberts                                                                                | Rodrigo D'Erasmo                        | - Zwycięzca kategorii Campioni – nagroda Złotego Lwa - Nagroda Krytyków Festiwalu Piosenki Włoskiej im. Mia Martini - Nagroda Lunezia za muzyczno-literacką wartość utworu - Nagroda Prasy, Radia, Telewizji i Sieci im. Lucio Dalla |
| 2      | Francesco Gabbani         | Viceversa                    | Francesco Gabbani, Pacifico                                                                           | Fabio Gurian                            | - Nagroda TIMmusic za najczęściej odtwarzany utwór 70. Festiwalu Piosenki Włoskiej |
| 3      | Pinguini Tattici Nucleari | Ringo Starr                  | Pinguini Tattici Nucleari                                                                             | Enrico Melozzi                          | |
| 4      | Le Vibrazioni             | Dov’è                        | Roberto Casalino, Davide Simonetta, Francesco Sarcina                                                 | Peppe Vessicchio                        | |
| 5      | Piero Pelù                | Gigante                      | Piero Pelù, Luca Chiaravalli                                                                          | Luca Chiaravalli                        | |
| 6      | Tosca                     | Ho amato tutto               | Piero Cantarelli                                                                                      | Valeriano Chiaravalle                   | - Nagroda im. Nina Pizzi za najlepszą interpretację - Nagroda im. Giancarlo Bigazzi za najlepszą aranżację |
| 7      | Elodie                    | Andromeda                    | Mahmood, Dardust                                                                                      | Silvia Catasta                          | |
| 8      | Achille Lauro             | Me ne frego                  | Achille Lauro, Davide Petrella, Daniele Dezi, Daniele Mungai, Matteo Ciceroni, Edoardo Manozzi        | Beatrice Antolini                       | |
| 9      | Irene Grandi              | Finalmente io                | Vasco Rossi, Gaetano Curreri, Andrea Righi, Roberto Casini                                            | Celso Valli                             | |
| 10     | Rancore                   | Eden                         | Rancore, Dardust                                                                                      | Carmelo Patti                           | - Nagroda im. Sergio Bardotti za najlepszy tekst |
| 11     | Raphael Gualazzi          | Carioca                      | Raphael Gualazzi, Davide Petrella, Davide Pavanello                                                   | Stefano Nanni                           | |
| 12     | Levante                   | Tikibombom                   | Levante                                                                                               | Daniel Bestonzo                         | |
| 13     | Anastasio                 | Rosso di rabbia              | Anastasio, Luciano Serventi, Marco Azara, Stefano Tartaglini                                          | Enrico Melozzi                          | |
| 14     | Alberto Urso              | Il sole ad est               | Piero Romitelli, Gerardo Pulli                                                                        | Celso Valli                             | |
| 15     | Marco Masini              | Il confronto                 | Marco Masini, Federica Camba, Daniele Coro                                                            | Roberto Rossi                           | |
| 16     | Paolo Jannacci            | Voglio parlarti adesso       | Paolo Jannacci, Andrea Bonomo, Emiliano Bassi, Maurizio Bassi                                         | Maurizio Bassi                          | |
| 17     | Rita Pavone               | Niente (Resilienza 74)       | Giorgio Merk                                                                                          | Filadelfo Castro                        | |
| 18     | Michele Zarrillo          | Nell’estasi o nel fango      | Valentina Parisse, Michele Zarrillo                                                                   | Adriano Pennino                         | |
| 19     | Enrico Nigiotti           | Baciami adesso               | Enrico Nigiotti                                                                                       | Celso Valli                             | |
| 20     | Giordana Angi             | Come mia madre               | Giordana Angi, Manuel Finotti                                                                         | Giovanna Sciabbarrarsi i Fabio Barnanba | |
| 21     | Elettra Lamborghini       | Musica (e il resto scompare) | Michele Canova Iorfida, Davide Petrella                                                               | Enzo Campagnoli                         | |
| 22     | Junior Cally              | No grazie                    | Junior Cally, Jacopo Ettorre, Federico Mercuri, Giordano Cremona, Eugenio Maimone, Leonardo Grillotti | Enrico Melozzi                          | |
| 23     | Riki                      | Lo sappiamo entrambi         | Riki, Riccardo Scirè                                                                                  | Pino Perris                             | |
| Dyskw. | Bugo & Morgan             | Sincero                      | Bugo, Andrea Bonomo, Morgan, Simone Bertolotti                                                        | Simone Bertolotti Morgan                | |

### KategoriaNuove Proposte
| Lp.   | Artysta                       | Piosenka             | Autorzy                                                                      | Dyrygent orkiestry    | Nagrody |
| ----- | ----------------------------- | -------------------- | ---------------------------------------------------------------------------- | --------------------- | --- |
| 1     | Leo Gassmann                  | Vai bene così        | Leo Gassmann, Matteo Costanzo                                                | Maurizio Filardo      | - Zwycięzca kategorii Nuove proposte – nagroda Srebrnego Lwa                                                     |
| 2     | Tecla                         | 8 Marzo              | Piero Romitelli, Rory Di Benedetto, Emilio Munda, Rosario Canale, Marco Vito | Diego Calvetti        | - Nagroda Prasy, Radia, Telewizji i Sieci im. Lucio Dalla - Nagroda im. Enzo Jannacci za najlepszą interpretację |
| Finał | Marco Sentieri                | Billy Blu            | Giampiero Artegiani                                                          | Enrico Melozzi        | |
| Finał | Fasma                         | Per sentirmi vivo    | Fasma, Luigi Zammarano                                                       | Danilo Riccardi       | |
| Elim. | Eugenio in Via Di Gioia       | Tsunami              | Eugenio Cesaro, Lorenzo Federici, Eugenio Via, Paolo Di Gioia, Dardust       | Carlo Alberto Cipolla | - Nagroda Krytyków Festiwalu Piosenki Włoskiej im. Mia Martini                                                   |
| Elim. | Fadi                          | Due noi              | Fadi, Antonio Filippelli                                                     | Mario Natale          | - Nagroda Lunezia za muzyczno-literacką wartość utworu                                                           |
| Elim. | Gabriella Martinelli und Lula | Il gigante d’acciaio | Gabriella Martinelli, Lula, Paolo Mazziotti                                  | Carlo Carcano         | |
| Elim. | Matteo Faustini               | Nel bene e nel male  | Matteo Faustini, Marco Rettani                                               | Daniel Bestonzo       | |

## Koncerty

### Prima serata

#### KategoriaCampioni
| Lp. | Wykonawca        | Utwór                  | Głosowanie         | Klasyfikacja generalna |
| Lp. | Wykonawca        | Utwór                  | Jury demoskopiczne | Pozycja                |
| --- | ---------------- | ---------------------- | ------------------ | ---------------------- |
| 1   | Irene Grandi     | Finalmente io          | 4                  | 7                      |
| 2   | Marco Masini     | Il confronto           | 5                  | 11                     |
| 3   | Rita Pavone      | Niente (Resilienza 74) | 10                 | 19                     |
| 4   | Achille Lauro    | Me ne frego            | 9                  | 17                     |
| 5   | Diodato          | Fai rumore             | 3                  | 6                      |
| 6   | Le Vibrazioni    | Dov'è                  | 1                  | 2                      |
| 7   | Anastasio        | Rosso di rabbia        | 8                  | 15                     |
| 8   | Elodie           | Andromeda              | 2                  | 5                      |
| 9   | Bugo e Morgan    | Sincero                | 12                 | 23                     |
| 10  | Alberto Urso     | Il sole ad est         | 6                  | 12                     |
| 11  | Riki             | Lo sappiamo entrambi   | 11                 | 20                     |
| 12  | Raphael Gualazzi | Carioca                | 7                  | 14                     |

#### KategoriaNuove proposte
Zakwalifikowani do półfinału
| Duel | Lp. | Wykonawca               | Utwór         | Głosowanie         |
| Duel | Lp. | Wykonawca               | Utwór         | Jury demoskopiczne |
| ---- | --- | ----------------------- | ------------- | ------------------ |
| I    | 1   | Eugenio in Via Di Gioia | Tsunami       | 49,4%              |
| I    | 2   | Tecla insolia           | 8 marzo       | 50,6%              |
| II   | 3   | Fadi                    | Due noi       | 46,0%              |
| II   | 4   | Leo Gassmann            | Vai bene così | 54,0%              |

### Seconda serata

#### KategoriaCampioni
| Lp. | Wykonawca                 | Utwór                        | Głosowanie         | Klasyfikacja generalna |
| Lp. | Wykonawca                 | Utwór                        | Jury demoskopiczne | Pozycja                |
| --- | ------------------------- | ---------------------------- | ------------------ | ---------------------- |
| 1   | Piero Pelù                | Gigante                      | 2                  | 3                      |
| 2   | Elettra Lamborghini       | Musica (e il resto scompare) | 10                 | 21                     |
| 3   | Enrico Nigiotti           | Baciami adesso               | 9                  | 18                     |
| 4   | Levante                   | Tikibombom                   | 6                  | 10                     |
| 5   | Pinguini Tattici Nucleari | Ringo Starr                  | 3                  | 4                      |
| 6   | Tosca                     | Ho amato tutto               | 4                  | 8                      |
| 7   | Francesco Gabbani         | Viceversa                    | 1                  | 1                      |
| 8   | Paolo Jannacci            | Voglio parlarti adesso       | 8                  | 16                     |
| 9   | Rancore                   | Eden                         | 11                 | 22                     |
| 10  | Junior Cally              | No grazie                    | 12                 | 24                     |
| 11  | Giordana Angi             | Come mia madre               | 7                  | 13                     |
| 12  | Michele Zarrillo          | Nell'estasi o nel fango      | 5                  | 9                      |

#### KategoriaNuove proposte
Zakwalifikowani do półfinału
| Duel | Lp. | Wykonawca                   | Utwór                | Głosowanie         |
| Duel | Lp. | Wykonawca                   | Utwór                | Jury demoskopiczne |
| ---- | --- | --------------------------- | -------------------- | ------------------ |
| I    | 1   | Gabriella Martinelli e Lula | Il gigante d'acciaio | 49,0%              |
| I    | 2   | Fasma                       | Per sentirmi vivo    | 51,0%              |
| II   | 3   | Marco Sentieri              | Billy Blu            | 52,0%              |
| II   | 4   | Matteo Faustini             | Nel bene e nel male  | 48,0%              |

### Terza serata

#### KategoriaCampioni
| Lp. | Wykonawca - Gość                                      | Utwór (oryginalny artysta - rok)                                            | Głosowanie | Klasyfikacja generalna |
| Lp. | Wykonawca - Gość                                      | Utwór (oryginalny artysta - rok)                                            | Orkiestra  | Pozycja                |
| --- | ----------------------------------------------------- | --------------------------------------------------------------------------- | ---------- | ---------------------- |
| 1   | Michele Zarrillo - Fausto Leali                       | Deborah (Fausto Leali - 1968)                                               | 15         | 10                     |
| 2   | Junior Cally - Viito                                  | Vado al massimo (Vasco Rossi - 1982)                                        | 21         | 23                     |
| 3   | Marco Masini - Arisa                                  | Vacanze romane (Matia Bazar - 1983)                                         | 10         | 8                      |
| 4   | Riki - Ana Mena                                       | L'edera (Nilla Pizzi - 1958)                                                | 22         | 21                     |
| 5   | Raphael Gualazzi - Simona Molinari                    | E se domani (Mina - 1964)                                                   | 11         | 14                     |
| 6   | Anastasio - PFM                                       | Spalle al muro (Renato Zero - 1991)                                         | 4          | 12                     |
| 7   | Levante – Francesca Michielin e Maria Antonietta      | Si può dare di più (Umberto Tozzi, Gianni Morandi ed Enrico Ruggeri - 1987) | 17         | 11                     |
| 8   | Alberto Urso - Ornella Vanoni                         | La voce del silenzio (Tony Del Monaco - 1968)                               | 20         | 13                     |
| 9   | Elodie - Aeham Ahmad                                  | Adesso tu (Eros Ramazzotti - 1986)                                          | 19         | 7                      |
| 10  | Rancore - Dardust & La Rappresentante di Lista        | Luce (tramonti a nord est) (Elisa - 2001)                                   | 8          | 20                     |
| 11  | Pinguini Tattici Nucleari                             | Settanta volte (Medley)                                                     | 3          | 5                      |
| 12  | Enrico Nigiotti - Simone Cristicchi                   | Ti regalerò una rosa (Simone Cristicchi - 2007)                             | 12         | 16                     |
| 13  | Giordana Angi - Solis String Quartet                  | La nevicata del '56 (Mia Martini - 1990)                                    | 18         | 17                     |
| 14  | Le Vibrazioni - Canova                                | Un'emozione da poco (Anna Oxa - 1978)                                       | 6          | 2                      |
| 15  | Diodato - Nina Zilli                                  | 24 mila baci (Adriano Celentano - 1961)                                     | 5          | 6                      |
| 16  | Tosca - Silvia Pérez Cruz                             | Piazza Grande (Lucio Dalla - 1972)                                          | 1          | 4                      |
| 17  | Rita Pavone - Amedeo Minghi                           | 1950 (Amedeo Minghi - 1983)                                                 | 13         | 19                     |
| 18  | Achille Lauro - Annalisa                              | Gli uomini non cambiano (Mia Martini - 1992)                                | 16         | 18                     |
| 19  | Bugo e Morgan                                         | Canzone per te (Sergio Endrigo - 1968)                                      | 24         | 24                     |
| 20  | Irene Grandi - Bobo Rondelli                          | La musica è finita (Ornella Vanoni - 1967)                                  | 14         | 9                      |
| 21  | Piero Pelù                                            | Cuore matto (Little Tony - 1967)                                            | 2          | 3                      |
| 22  | Paolo Jannacci - Francesco Mandelli e Daniele Moretto | Se me lo dicevi prima (Enzo Jannacci - 1989)                                | 7          | 15                     |
| 23  | Elettra Lamborghini - Myss Keta                       | Non succederà più (Claudia Mori - 1982)                                     | 23         | 22                     |
| 24  | Francesco Gabbani                                     | L'italiano (Toto Cutugno - 1983)                                            | 8          | 1                      |

### Quarta serata

#### KategoriaCampioni
Zdyskwalifikowani
| Lp. | Wykonawca - Gość          | Utwór (oryginalny artysta - rok) | Głosowanie | Klasyfikacja generalna |
| Lp. | Wykonawca - Gość          | Utwór (oryginalny artysta - rok) | Prasa      | Pozycja                |
| --- | ------------------------- | -------------------------------- | ---------- | ---------------------- |
| 1   | Paolo Jannacci            | Voglio parlarti adesso           | 13         | 14                     |
| 2   | Rancore                   | Eden                             | 7          | 9                      |
| 3   | Giordana Angi             | Come mia madre                   | 19         | 19                     |
| 4   | Francesco Gabbani         | Viceversa                        | 2          | 2                      |
| 5   | Raphael Gualazzi          | Carioca                          | 12         | 12                     |
| 6   | Pinguini Tattici Nucleari | Ringo Starr                      | 3          | 4                      |
| 7   | Anastasio                 | Rosso di rabbia                  | 11         | 10                     |
| 8   | Elodie                    | Andromeda                        | 8          | 7                      |
| 9   | Riki                      | Lo sappiamo entrambi             | 22         | 22                     |
| 10  | Diodato                   | Fai rumore                       | 1          | 1                      |
| 11  | Irene Grandi              | Finalmente io                    | 10         | 8                      |
| 12  | Achille Lauro             | Me ne frego                      | 9          | 11                     |
| 13  | Piero Pelù                | Gigante                          | 5          | 5                      |
| 14  | Tosca                     | Ho amato tutto                   | 6          | 6                      |
| 15  | Michele Zarrillo          | Nell'estasi o nel fango          | 20         | 17                     |
| 16  | Junior Cally              | No grazie                        | 17         | 23                     |
| 17  | Le Vibrazioni             | Dov'è                            | 4          | 3                      |
| 18  | Alberto Urso              | Il sole ad est                   | 23         | 18                     |
| 19  | Levante                   | Tikibombom                       | 15         | 13                     |
| 20  | Bugo e Morgan             | Sincero                          | -          | -                      |
| 21  | Rita Pavone               | Niente (Resilienza 74)           | 14         | 16                     |
| 22  | Enrico Nigiotti           | Baciami adesso                   | 21         | 20                     |
| 23  | Elettra Lamborghini       | Musica (e il resto scompare)     | 18         | 21                     |
| 24  | Marco Masini              | Il confronto                     | 16         | 15                     |

#### KategoriaNuove proposte
Zakwalifikowani do finału
| Duel | Lp. | Wykonawca      | Utwór             | Głosowanie         | Głosowanie | Głosowanie   | Głosowanie |
| Duel | Lp. | Wykonawca      | Utwór             | Jury demoskopiczne | Prasa      | Telewidzowie | Średnia    |
| ---- | --- | -------------- | ----------------- | ------------------ | ---------- | ------------ | ---------- |
| I    | 1   | Tecla insolia  | 8 marzo           | 50,03%             | 50,97%     | 65,59%       | 55,63%     |
| I    | 2   | Marco Sentieri | Billy Blu         | 49,97%             | 49,03%     | 34,41%       | 44,37%     |
| II   | 3   | Leo Gassmann   | Vai bene così     | 51,68%             | 52,03%     | 46,84%       | 50,15%     |
| II   | 4   | Fasma          | Per sentirmi vivo | 48,32%             | 47,97%     | 53,16%       | 49,85%     |

     Zwycięzca
| Lp. | Wykonawca     | Utwór         | Głosowanie         | Głosowanie | Głosowanie   | Głosowanie |
| Lp. | Wykonawca     | Utwór         | Jury demoskopiczne | Prasa      | Telewidzowie | Średnia    |
| --- | ------------- | ------------- | ------------------ | ---------- | ------------ | ---------- |
| 1   | Tecla insolia | 8 marzo       | 49,25%             | 43,57%     | 49,76%       | 47,55%     |
| 2   | Leo Gassmann  | Vai bene così | 50,75%             | 56,43%     | 50,24%       | 52,45%     |

### Quinta serata

#### KategoriaCampioni
Zakwalifikowani do superfinału
| Lp. | Wykonawca                 | Utwór                        | Głosowanie         | Głosowanie | Głosowanie   | Głosowanie            | Średnia ogólna i miejsce | Średnia ogólna i miejsce |
| Lp. | Wykonawca                 | Utwór                        | Jury demoskopiczne | Prasa      | Telewidzowie | Średnia Quinta serata | Średnia ogólna i miejsce | Średnia ogólna i miejsce |
| --- | ------------------------- | ---------------------------- | ------------------ | ---------- | ------------ | --------------------- | ------------------------ | ------------------------ |
| 1   | Michele Zarrillo          | Nell'estasi o nel fango      | 2,75%              | 1,46%      | 1,31%        | 1,83%                 | 2,96%                    | 18                       |
| 2   | Elodie                    | Andromeda                    | 7,00%              | 7,14%      | 4,17%        | 6,09%                 | 5,12%                    | 7                        |
| 3   | Enrico Nigiotti           | Baciami adesso               | 2,26%              | 1,03%      | 1,40%        | 1,56%                 | 2,63%                    | 19                       |
| 4   | Irene Grandi              | Finalmente io                | 5,11%              | 3,74%      | 2,33%        | 3,71%                 | 4,19%                    | 9                        |
| 5   | Alberto Urso              | Il sole ad est               | 3,43%              | 0,99%      | 11,43%       | 5,34%                 | 3,67%                    | 14                       |
| 6   | Diodato                   | Fai rumore                   | 9,38%              | 21,88%     | 9,08%        | 13,40%                | 10,04%                   | 1                        |
| 7   | Marco Masini              | Il confronto                 | 3,54%              | 1,93%      | 2,86%        | 2,78%                 | 3,60%                    | 15                       |
| 8   | Piero Pelù                | Gigante                      | 7,82%              | 5,44%      | 6,72%        | 6,66%                 | 5,96%                    | 5                        |
| 9   | Levante                   | Tikibombom                   | 3,65%              | 3,04%      | 2,66%        | 3,11%                 | 3,76%                    | 12                       |
| 10  | Pinguini Tattici Nucleari | Ringo Starr                  | 7,74%              | 6,03%      | 11,42%       | 8,43%                 | 6,53%                    | 3                        |
| 11  | Achille Lauro             | Me ne frego                  | 4,22%              | 5,05%      | 9,37%        | 6,25%                 | 4,57%                    | 8                        |
| 12  | Junior Cally              | No grazie                    | 1,40%              | 1,74%      | 1,46%        | 1,53%                 | 2,26%                    | 22                       |
| 13  | Raphael Gualazzi          | Carioca                      | 3,90%              | 3,94%      | 1,73%        | 3,18%                 | 3,78%                    | 11                       |
| 14  | Tosca                     | Ho amato tutto               | 5,22%              | 6,36%      | 2,41%        | 4,64%                 | 5,23%                    | 6                        |
| 15  | Francesco Gabbani         | Viceversa                    | 9,78%              | 10,30%     | 14,75%       | 11,64%                | 8,06%                    | 2                        |
| 16  | Rita Pavone               | Niente (Resilienza 74)       | 2,28%              | 2,19%      | 1,36%        | 1,94%                 | 3,19%                    | 17                       |
| 17  | Le Vibrazioni             | Dov'è                        | 8,75%              | 5,64%      | 4,63%        | 6,32%                 | 6,06%                    | 4                        |
| 18  | Anastasio                 | Rosso di rabbia              | 3,03%              | 2,32%      | 2,17%        | 2,50%                 | 3,72%                    | 13                       |
| 19  | Riki                      | Lo sappiamo entrambi         | 1,53%              | 0,45%      | 1,77%        | 1,26%                 | 2,22%                    | 23                       |
| 20  | Giordana Angi             | Come mia madre               | 1,42%              | 0,55%      | 1,80%        | 1,27%                 | 2,59%                    | 20                       |
| 21  | Paolo Jannacci            | Voglio parlarti adesso       | 2,18%              | 2,20%      | 0,45%        | 1,60%                 | 3,31%                    | 16                       |
| 22  | Elettra Lamborghini       | Musica (e il resto scompare) | 1,78%              | 2,03%      | 2,25%        | 2,02%                 | 2,57%                    | 21                       |
| 23  | Rancore                   | Eden                         | 1,83%              | 4,54%      | 2,46%        | 2,94%                 | 3,96%                    | 10                       |

     Zwycięzca
| Lp. | Wykonawca                 | Utwór       | Głosowanie         | Głosowanie | Głosowanie   | Średnia ogólna i miejsce | Średnia ogólna i miejsce |
| Lp. | Wykonawca                 | Utwór       | Jury demoskopiczne | Prasa      | Telewidzowie | Średnia ogólna i miejsce | Średnia ogólna i miejsce |
| --- | ------------------------- | ----------- | ------------------ | ---------- | ------------ | ------------------------ | ------------------------ |
| 1   | Diodato                   | Fai rumore  | 36,33%             | 57,97%     | 23,93%       | 39,26%                   | 1                        |
| 2   | Francesco Gabbani         | Viceversa   | 38,67%             | 24,16%     | 38,85%       | 33,94%                   | 2                        |
| 3   | Pinguini Tattici Nucleari | Ringo Starr | 25,00%             | 17,87%     | 37,21%       | 26,80%                   | 3                        |

## Goście specjalni
Gośćmi specjalnymi 70. Festiwalu Piosenki Włoskiej w San Remo byli:
- piosenkarze/muzycy: Alessandra Amoroso, Albano, Biagio Antonacci, Bobby Solo, Coez, Dua Lipa, Elisa Toffoli, Emma Marrone, Fiorella Mannoia, Gente de Zona, Ghali, Gianna Nannini, Gigi D'Alessio, Giorgia, Kumalibre, Laura Pausini, Lewis Capaldi, Massimo Ranieri, Mika, Ricchi e Poveri, Roger Waters, Romina Power, Tiziano Ferro, Tony Renis, Vittorio Grigolo, Wilma De Angelis, Zucchero.
- aktorzy/komicy/reżyserzy/modele: Alma Noce, Andrea Pittorino, Antonio Maggio, Christian De Sica, Claudio Santamaria, Cristiana Capotondi, Diego Abatantuono, Donatella Finocchiaro, Edoardo Pesce, Francesco Centorame, Gabriele Muccino, Gaia Gerace, Gessica Notaro, Kim Rossi Stuart, Margherita Mazzucco, Massimo Ghini, Micaela Ramazzotti, Paolo Rossi, Pierfrancesco Favino, Riccardo Morozzi, Roberto Benigni, Rosario Fiorello.
- inne osoby: Carlotta Mantovan, Costantino della Gherardesca, Cristiano Ronaldo, Dayane Mello, Max Giusti, Novak Đoković, Nicola Savino, Paolo Palumbo, Vincenzo Mollica.

## Włochy w Konkursie Piosenki Eurowizji
Zwycięzcy kategorii Campioni corocznie od 2015 otrzymują prawo do reprezentowania Włoch na Konkursie Piosenki Eurowizji. Zwycięzcy jednak nie są zobowiązani do udziału w konkursie. W przypadku, gdy zwycięzca zdecyduje się nie uczestniczyć w Konkursie Piosenki Eurowizji, RAI i organizatorzy Festiwalu Piosenki Włoskiej w San Remo zwykle zastrzegają sobie prawo do wybrania dla siebie włoskiego uczestnika. Stało się tak w 2016, kiedy zespół Stadio udmówił uczestnictwa w konkursie Eurowizji. Do reprezentowania kraju wybrano Francescę Michielin.
Reprezentantem kraju w 65. Konkursie Piosenki Eurowizji miał zostać Diodato. 18 marca 2020 konkurs został odwołany z powodu pandemii COVID-19.